# 江本裕
江本 裕（えもと ひろし、1936年 - ）は、日本の国文学者・近世文学研究者。大妻女子大学名誉教授。

## 経歴
1936年、鹿児島県生まれ。1959年、熊本大学国文科を卒業。早稲田大学大学院に進み、1962年修士課程を修了。
1967年、都留文科大学講師となる。のち助教授昇進。1972年より文部省初中局教科書調査官。1979年、大妻女子大学助教授となった。のち教授昇進。2000年に大妻女子大学を定年退職し、名誉教授となった。

## 研究内容・業績
- 近世文学を専門とした。

## 著作

### 著書
- 『近世前期小説の研究』若草書房　2000　近世文学研究叢書
- 『西鶴研究 小説篇』新典社　2005

### 編著
- 『庶民仏教と古典文芸』渡辺昭五共編　世界思想社　1989
- 『講座日本の伝承文学 第4巻　散文文学<説話>の世界』共編　三弥井書店　1996
- 『西鶴事典』谷脇理史共編　おうふう　1996
- 『西鶴のおもしろさ 名篇を読む』谷脇理史共著　勉誠出版　2001　勉誠新書
- 『江戸時代の源氏物語』編　おうふう　2007　講座源氏物語研究

### 校訂・訳
- 浅井了意『伽婢子 近世怪異小説の傑作』訳　教育社新書、1980
- 井原西鶴『好色五人女』全訳注　講談社学術文庫、1984
- 浅井了意『伽婢子』校訂　平凡社・東洋文庫、1987-88
- 林義端『玉くしげ』湯沢賢之助共編　古典文庫　1990
- 『西鶴諸国はなし 翻刻』おうふう　1993　西鶴選集
- 小瀬甫庵『太閤記』新日本古典文学大系 桧谷昭彦と校注　岩波書店　1996
- 喜多村筠庭『嬉遊笑覧』長谷川強,渡辺守邦,岡雅彦,花田富二夫,石川了と校訂　岩波文庫、2002-09